# 美國龍蝦 (餐點)
美國龍蝦（法語：Homard à l'américaine）是一道法國料理，更是一道經典的巴黎美食，這道料理主要材料是龍蝦再配上美式醬汁（法語：Sauce américaine）、白葡萄酒、干邑白蘭地所煮成的一道海鮮主菜。

## 歷史沿革
法國廚師皮埃爾·弗賴斯（法語：Pierre Fraysse）出生於法國奧克西塔尼大區埃羅省的塞特，他曾經越洋到美國芝加哥的餐廳工作過一段時間，1854年回到法國之後，他在巴黎第六區的義大利人大道，開設自己的餐廳契斯·皮特斯（法語：Chez Peter's），而他在1860年的時候，結合家鄉塞特的風味，揉合在芝加哥學到的廚藝，成功開發出「美國龍蝦」這道料理，但這其實是偏向法國南方普羅旺斯口味的菜色。
1938年由知名主廚普斯貝爾·蒙塔涅（法語：Prosper Montagné）創刊的烹飪著作：美食拉魯斯（法語：Larousse gastronomique），當中稱呼這道料理為Homard à l' Armoricaine，因此陰錯陽差變成了美國龍蝦這個名稱，因為被著書立論之後，因此後人也將錯就錯的就沿用這個名稱迄今。

## 配方及食用
就大眾所熟知的美國龍蝦，主要的料理當然是龍蝦，再配上去除腥味的白葡萄酒、干邑白蘭地，最重要的精髓是美式醬汁，當中的成分有：橄欖油、番茄、胡蘿蔔、洋蔥、青蔥、大蒜、月桂葉、辣椒、檸檬、西洋芹和海鮮高湯，最後白蘭地可以用火燒料理法收尾。上桌後因為是海鮮料理，過程也採用白葡萄酒提味，傳統上會搭配白葡萄酒一起享用。